# Scotland (Indiana)
Scotland es un lugar designado por el censo ubicado en el condado de Greene en el estado estadounidense de Indiana. En el Censo de 2010 tenía una población de 134 habitantes y una densidad poblacional de 89,82 personas por km².

## Geografía
Scotland se encuentra ubicado en las coordenadas 38°54′33″N 86°54′17″O / 38.90917, -86.90472. Según la Oficina del Censo de los Estados Unidos, Scotland tiene una superficie total de 1.49 km², de la cual 1.49 km² corresponden a tierra firme y (0%) 0 km² es agua.

## Demografía
Según el censo de 2010, había 134 personas residiendo en Scotland. La densidad de población era de 89,82 hab./km². De los 134 habitantes, Scotland estaba compuesto por el 99.25% blancos, el 0% eran afroamericanos, el 0% eran amerindios, el 0.75% eran asiáticos, el 0% eran isleños del Pacífico, el 0% eran de otras razas y el 0% pertenecían a dos o más razas. Del total de la población el 2.24% eran hispanos o latinos de cualquier raza.